# Rickleån
Rickleån är en skogsälv i mellersta Västerbotten, Robertsfors kommun. Älven är omkring 50 kilometer lång räknat från Bygdeträsket och omkring 110 kilometer lång inklusive källflöden. Den mynnar i Bottenviken, mellan Rickleå och Bygdeå. Avrinningsområdet täcker en yta på 1648,9 km². Rickleåns källflöden är Risån, Sikån och Tallån, medan dess enda större biflöde nedom Bygdeträsket utgörs av Tvärån.

## Djurliv
Älven anses ha bra fritidsfiske. Känd för sitt bestånd av havsöring och även för sitt stora laxbestånd före 1970-talet.

## Mänsklig historia
Tidigare har Rickleån troligen hetat Bygda, vilket betyder "den som böjer". År 1337 testamenterade Gudlav Bilder sitt laxfiske i Norbygdho, troligen Rickleån, till Uppsala domkyrka. År 1555 uppbar kronan avradspengar av fisket i Rickleån, som då sades vara givet till Sankt Erik. Rickleån var förutsättningen för anläggandet av Robertsfors bruk. 

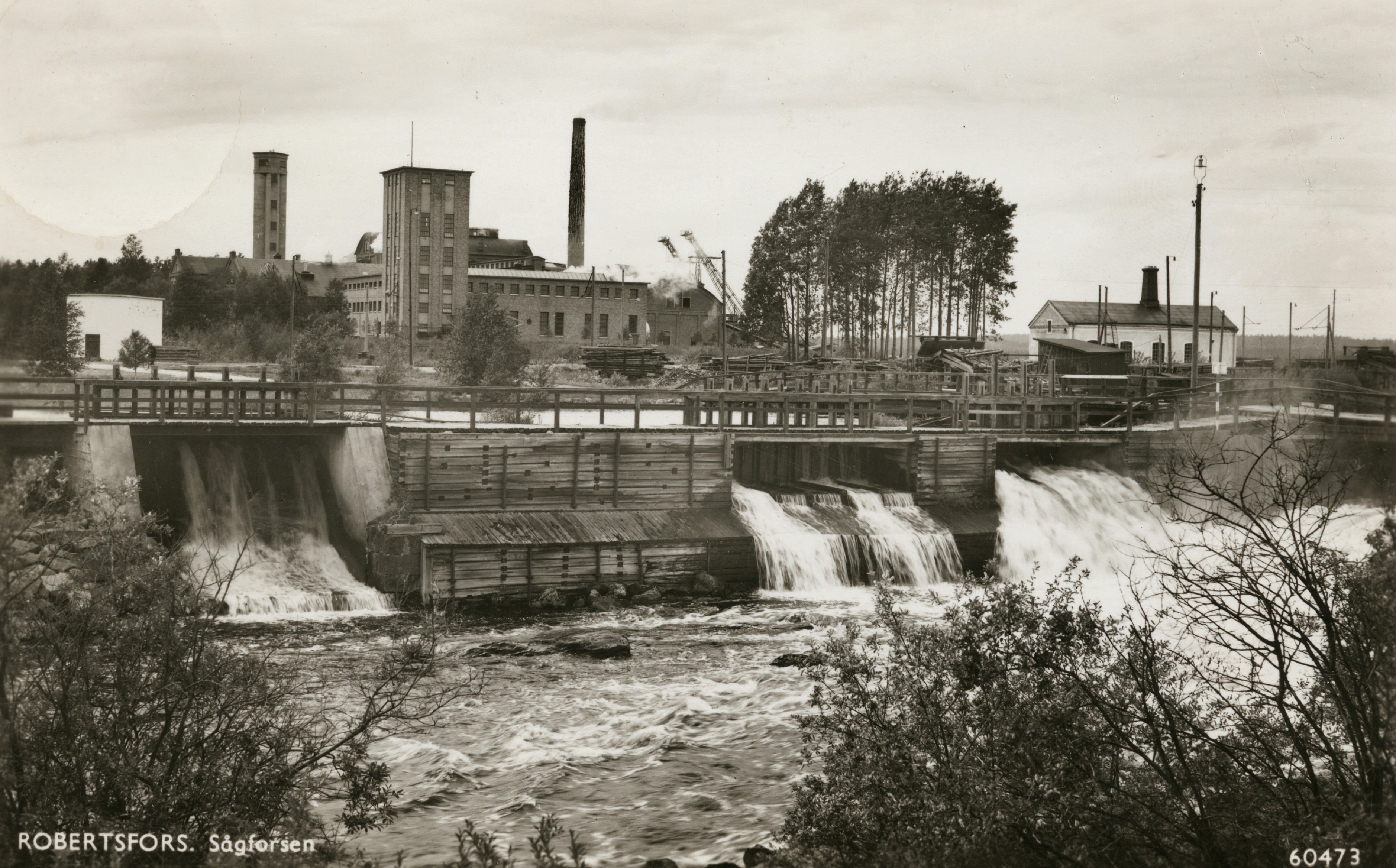
Damm i Sågforsen, Rickleån ca år 1946